# Reimund Korupp
Reimund Korupp (* 14. April 1954; † 20. März 2013 in Heidelberg) war ein deutscher Cellist.

## Leben
Korupp absolvierte ein Studium bei Rudolf Metzmacher. Danach erhielt er ein Stipendium der Royal Academy of Music in London. Er war zeitweilig Solocellist beim Philharmonischen Orchester Heidelberg und begann dann eine pädagogische Tätigkeit an der Musikhochschule Mannheim sowie am Königlichen Konservatorium in Madrid. Korupp wirkte als Jurymitglied bei internationalen Wettbewerben.
Reimund Korupp starb am 20. März 2013 und wurde auf dem Bergfriedhof in Heidelberg beigesetzt.

### Auftritte
Auftritte hatte er auf dem Edinburgh Festival, Harrogate Festival, Luzerner Festwochen, Zürcher Junifestwochen, Festival „Grec“ Barcelona und Festival „Pablo Casals“ San Salvador.

## Diskographie
- Max Reger: Sonaten op.28 und op. 7 Capricen und Romanze für Violoncello und Klavier mit Michael Dussek, Klavier ANTES BM-CD 31.9001 (1989)
- Sonaten für Violoncello und Klavier op.28 und op.78 Capricen und Romanze von Max Reger, (Neueinspielung)Mit Rudolf Meister, Klavier CPO 999 884-2
- Russische Komponistinnen Ali-Sade, Gubaidulina, Sergejewa AMBITUS 97 866 (1993)
- Kammermusik von Ernst Widmer
- Polnische Kompositionen für Violoncello und Klavier Chopin, Meyer und Lutoslavski AMBITUS 97 848 (1995)

## Belege
1. 1 2  Rhein-Neckar-Zeitung: Nachruf im Feuilleton (Memento vom 22. Dezember 2015 im Internet Archive) (PDF; 6,4 MB), abgerufen am 29. September  2019

| Personendaten    | Personendaten     |
| ---------------- | ----------------- |
| NAME             | Korupp, Reimund   |
| KURZBESCHREIBUNG | deutscher Cellist |
| GEBURTSDATUM     | 14. April 1954    |
| STERBEDATUM      | 20. März 2013     |
| STERBEORT        | Heidelberg        |